# Мамаджанов, Шухрат Муратович
Шухрат Муратович Мамаджанов (узб. Shuxrat Muratovich Mamadjanov; род. 2 февраля 1979, Ташкент, Узбекская ССР, СССР) — юрист и политический деятель, депутат Законодательной палаты Олий Мажлиса Республики Узбекистан III созыва. Член фракции Народно-демократической партии Узбекистана, имеет классный чин органов и учреждений юстиции «Советник юстиции 2-класса».

## Биография

### Детство и образование
Шухрат Мамаджанов родился 2 февраля 1979 года в городе Ташкенте Узбекской ССР.
В 1995 году Ш.Мамаджанов окончил школу № 18 города Ташкента. В 2002 году с отличием окончил бакалавриат юридического факультета Национального университета Узбекистана (бывший Ташкентский государственный университет) по специальности юрист-правовед. В 2004 году — с отличием магистратуру того же Университета.

### Карьера
В 2005−2012 годах работал на различных должностях Управления уголовного, административного и социального законодательства Министерства юстиции Республики Узбекистан.
С ноября 2012 по январь 2015 год Шухрат Мамаджанов занимал должность начальника Управления уголовного, административного и социального законодательства Министерства юстиции Республики Узбекистан.
В декабре 2014 году избран депутатом Законодательной палаты Олий Мажлиса Республики Узбекистан III созыва, в 2015—2019 годах был членом Комитета по законодательству и судебно-правовым вопросам. С март по декабрь месяцы 2019 года член Комитета по противодействию коррупции и судебно-правовым вопросам.
С 2019 года работает на различных должностях в Агентстве развития государственной службы при Президенте Республики Узбекистан.

### Работа в качестве депутата Законодательной палаты Олий Мажлиса Республики Узбекистан
Будучи членом Комитета и фракции был ответственен за подготовку и принятие 35 законопроектов, инициировал разработку 22 законопроекта, которые наряду с другими депутатами в порядке законодательной инициативы внес на рассмотрение Законодательной палаты Олий Мажлиса Республики Узбекистан. Принимал активное участие в разработке и принятии трёх поправок в Конституцию Республики Узбекистан, законов, регулирующих деятельность палат Олий Мажлиса, Конституционного суда и Службы государственной безопасности Республики Узбекистан, Избирательного кодекса Республики Узбекистан и др.
Являлся членом межпарламентской группы по установлению сотрудничества с парламентом государства Кувейт.
Ш.Мамаджанов в период 2015—2019 годы входил в состав ряд комиссий, образованных актами Парламента и Президента страны, в работе которых принимал участие в совершенствовании законодательных и иных актов, направленных на осуществление реформ в сфере государственного управления и судебно-правовой системы. В частности:
— в 2015—2016 годах являлся членом Комиссии, образованной распоряжением Президента Республики Узбекистан от 25 июня 2014 года № Р-4305 «О Программе законотворческих работ по реализации поправок к Конституции Республики Узбекистан», в рамках которого являлся руководителем штаба Комиссии и обеспечил разработку и принятие более 10 законов;
— в 2017—2019 годах являлся членом Комиссии по реализации приоритетных направлений обеспечения верховенства закона и дальнейшего реформирования судебно-правовой системы, образованной Указом Президента Республики Узбекистан от 7 февраля 2017 года № УП-4947 «О Стратегии действий по дальнейшему развитию Республики Узбекистан». В составе данной Комиссии принимал непосредственное участие в разработке целого ряда законов в целях осуществления реформ в судебно-правовой сфере;
— в 2017—2019 годах входил в состав Специальной комиссии по реализации Программы комплексных мер по коренному реформированию системы органов внутренних дел, образованной Указом Президента Республики Узбекистан от 10 апреля 2017 года № УП-5005, где в данном направлении участвовал в разработке около 10 проектов актов законодательства;
— в 2018—2019 годах входил в состав Комиссии по реализации Концепции нормотворческой деятельности, утвержденной Указом Президента Республики Узбекистан от 8 августа 2018 года № УП-5505;
— в 2018—2019 годах принимал непосредственное участие в работе в качестве члена Комиссии по содействию обеспечению независимости судебной власти при Олий Мажлисе Республики Узбекистан.

### Награды
В 2011 году в связи с 20-летием государственной независимости Республики Узбекистан по указу Президента Республики Узбекистан награждён медалью медалью «Содиқ хизматлари учун» (За верную службу).
Нагрудный знак «O‘zbekiston mustaqilligiga 25 yil» (2016 г.)
Нагрудный знак «O‘zbekiston Konstitutsiyasiga 25 yil» (2017 г.)
Нагрудной знак «O‘zbekiston Respublikasi Adliya vazirligiga 30 yil» (2022 г.)
Нагрудный знак «O‘zbekiston Konstitutsiyasiga 30 yil» (2022 г.)

### Семья
Женат, имеет двух детей.